# Пена (приток Вардара)
Пена (в старой литературе Тетовска Бистрица, Тетовска Река (в некоторых письменных источниках также известный как Шарска Река)) — самая крупная шарпланинская река после Вардара в Положской котловине. Это также самый больший приток Вардара. Длина реки — 29,7 км. Площадь водосборного бассейна — 191,6 км².

## Источник и устье

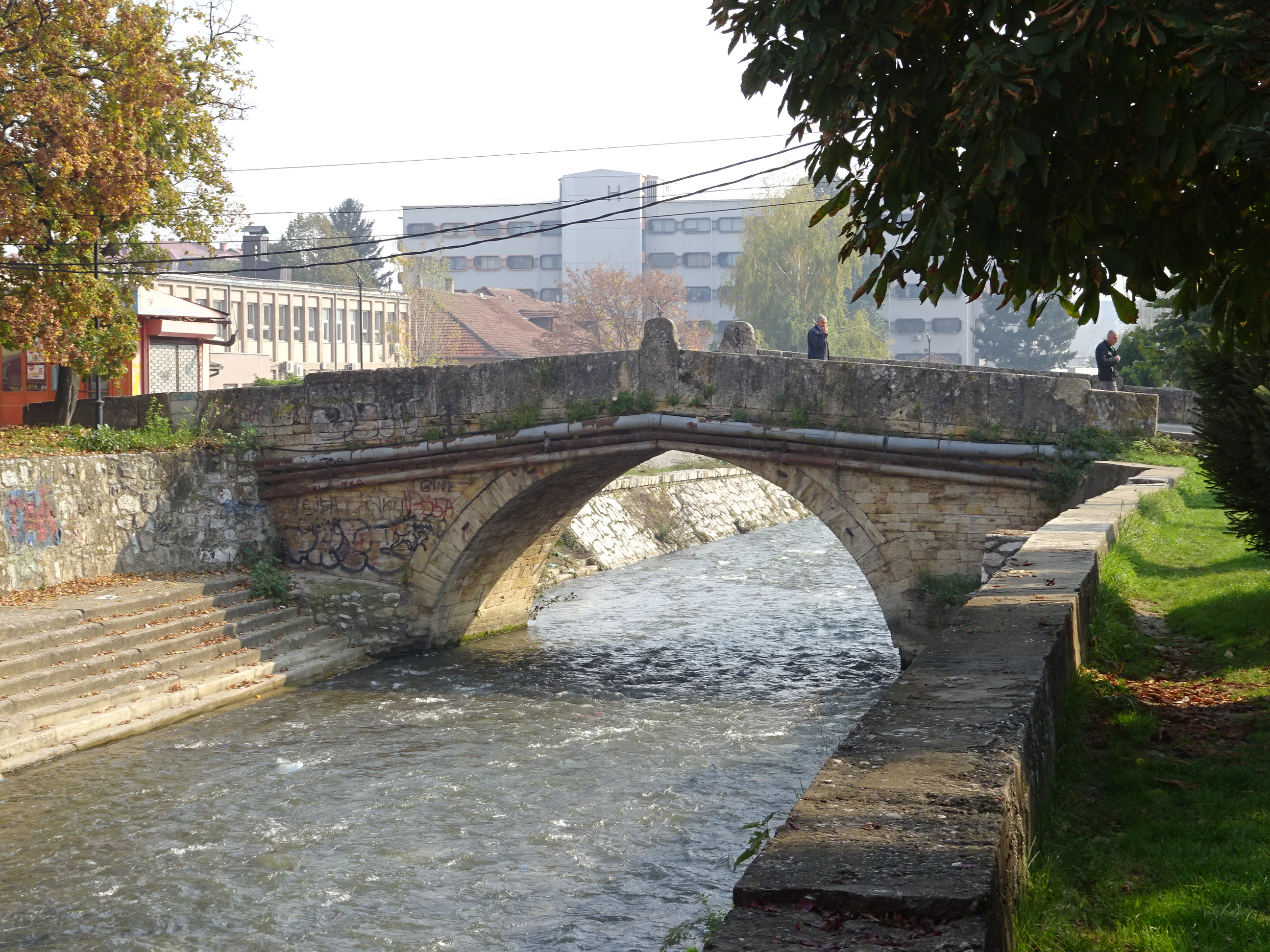
Каменный мост через реку Пена в Тетово

Пена начинается в районе Чабриолица и Борислоица, на высоте 2,500 метров над уровнем моря при слиянии двух небольших рек в деревнях Вешала и Бозовце.
Пройдя через самый центр Тетово, она спускается в Полог и в деревне Саракино впадает в Вардар.

## Особенности
Истоки реки находятся на высоте 2500 метров над уровнем моря. Река имеет 12 притоков, из которых наиболее известными являются Караниколска, Пржина, Вејчка, Лешничка, Бродечка.

## Значение
Пена имеет большое значение для Тетово и как символ, и как объект с большим экономическим потенциалом. С туристической точки зрения река с диким горным потоком и красивыми водопадами привлекает множество туристов. Экономически река очень важна, так как на ней построены 4 небольшие гидроэлектростанции, одна из которых была первой в Северной Македонии.
В 1979 году, после сильных дождей, река затопила большую часть Тетово, что нанесло огромный урон городу.